# Amiga 3000T
L'A3000T, aussi connu sous le nom de Commodore Amiga 3000T est une version en tour de l'Amiga 3000 offrant plus de ports d'extension. Le boitier dérive d'un boitier de la gamme compatible PC de Commodore. Le prototype a été nommé A3500.
Comme la variante de bureau sur laquelle il est basé, l'A3000T dispose d'un emplacement d'extension pour processeur. Il a été commercialisé en deux versions : 
- A3000T/030 avec un processeur Motorola 68030 à 25Mhz
- A3000T/040 avec un processeur Motorola 68040 à 25Mhz ou 40Mhz

Des extensions permettent d'utiliser des processeurs Motorola 68060 ou PowerPC.

## Echec commercial
Lors de son introduction, l'Amiga 3000T/030 était commercialisé à 4 498 $ avec disque dur de 100 Mo aux États-Unis soit 23990 Francs Français hors taxe et 4 998 $ (27990 FF HT) avec disque dur de 200 Mo. La version avec un processeur Motorola 68040 était commercialisée à 6 000 $.
La société Commodore n'a pas eu de stratégie claire pour pousser les ventes de ce modèle Amiga 3000T. À ce jour, une seule publicité faisant sa promotion est connue.
Le succès commercial de l'Amiga 3000T n'a pas été au rendez-vous. Ce fut le résultat d'un faible marketing, un prix élevé et une puissance inférieure par rapport à la concurrence des compatibles PC ou Macintosh. Aucun chiffre de vente n'est connu mais l'Amiga 3000T est une machine rare, notamment dans sa version avec le processeur Motorola 68040.

## Spécifications techniques
- carte mère avec plusieurs révisions: 2 (prototype), 6.1[5]
- un processeur Motorola 68030 cadencé à 25 MHz ou Motorola 68040 à 25Mhz ou 40Mhz
- un coprocesseur mathématique Motorola 68881 ou 68882 cadencé à 25 MHz utilisé par le processeur 68030
- Mémoire : jusqu'à 2 Mo de Chip RAM, jusqu'à 16 Mo de Fast RAM sur la carte mère puis jusqu'à 128 Mo sur les cartes d'extension processeur ou 1,25 Go de RAM via une carte d'extension sur un connecteur Zorro III.
- un lecteur de disquette interne en façade, simple densité, 3,5" de 880 ko ou un lecteur haute densité de 1,76 Mo
- 2 emplacements 3,5" additionnels en façade.
- 1 emplacement 5,25" horizontal et 2 emplacements verticaux en façade.
- 2 emplacement 5,25" internes.
- un jeu de ROM (2 puces de 256 ko), nommée Kickstart (en), en version v2.04.
- le chipset ECS.
- une interface SCSI interne avec connecteur 50 broches et un connecteur SubDB25 en externe.
- un flicker fixer incorporé, qui permettait l'utilisation d'un moniteur VGA en doublant la fréquence horizontale de 15 kHz à 31 kHz.
- 5 connecteurs ZORRO III qui permettent d'ajouter des cartes d'extensions mémoires, son ou autre.
- 1 connecteur vidéo pour des cartes vidéos.
- 4 connecteurs ISA
- 1 port série SubDB25 (RS-232)
- 1 port parallèle (Centronics)
- 1 sortie vidéo 15 kHz et 1 sortie vidéo 31 kHz
- 2 sorties audio stéréo RCA (gauche / droite)
- 1 port SCSI interne (SubDB25) et externe 50 broches
- 1 connecteur pour lecteur de disquette externe
- 1 connecteur au format DIN 5 broches pour le clavier Amiga
- 2 connecteurs (SubDB9 pour la souris et un pour le joystick)

## Remise à niveau matériel et logiciel
- Kickstart ROM v3.2[6] par Hyperion Entertainment CVBA
- USB : carte Freeway triton lite par exemple
- Carte accélératrice avec Motorola 68060 (exemple : BFG9060) ou PowerPC (exemple : Cyberstorm PowerPc)
- carte son compatible avec le Pilote AHI (en) (TOCCATA, Prelude II...)
- Carte réseau Ethernet
- Carte vidéo RTG telle que la ZZ9000 de MNT[7]
- AmigaOS 3.5, 3.9, AMIGA OS 4.x (Hyperion Entertainment CVBA)
- Utilitaires divers régulièrement publiés sur AMINET.NET[8]